# Mathurin Jacques Brisson
Mathurin Jacques Brisson (30. travnja 1723. – 23. lipnja 1806.) bio je francuski zoolog i prirodni filozof. 
Rođen je u Fontenay-le-Comteu. Raniji dio života proveo je na istraživanju prirodne povijesti, te je objavio radove iz te oblasti, uključujući Le Règne animal iz 1756. i Ornithologie iz 1760. 1759. postaje član Francuske akademije znanosti.
Poslije smrti R. A. F. Reaumura, s kojim je surađivao, napušta prirodnu povijest. Imenovan je profesorom prirodne filozofije na Collège de Navarre, koji se nalazi blizu Pariza. Najvažniji njegov rad u toj oblasti bio je Pesanteur Spécifique des Corps iz 1787., ali objavljuje i još nekoliko knjiga koje su mu dale znatan ugled.
Umro je u Croissyu blizu Pariza.